# Tribunal Regional Eleitoral do Amapá
O Tribunal Regional Eleitoral do Amapá (TRE-AP) é a segunda instância do poder judiciário, em sua competência eleitoral, no estado brasileiro do Amapá.

## Histórico
Foi instalado em 10 de fevereiro de 1992, sob presidência de Mário Gurtyev, inicialmente nas dependências do TJ-AP. Em 1994, o Tribunal foi transferido para a nova sede, onde permaneceu até 19 de fevereiro de 1999, quando foi inaugurado o edifício sede atual.
Desde 8 de março de 2017, é presidido pelo desembargador Manoel de Jesus Ferreira de Brito, com previsão de finalizar seu biênio em 7 de março de 2019.